# San José Pequetzén
San José Pequetzén är en ort i Mexiko.   Den ligger i kommunen Tancanhuitz och delstaten San Luis Potosí, i den centrala delen av landet, 240 km norr om huvudstaden Mexico City. San José Pequetzén ligger 79 meter över havet och antalet invånare är 719.
Terrängen runt San José Pequetzén är kuperad åt sydost, men åt nordväst är den platt. Runt San José Pequetzén är det ganska tätbefolkat, med 207 invånare per kvadratkilometer. Närmaste större samhälle är Tancanhuitz de Santos, 3,6 km söder om San José Pequetzén. I omgivningarna runt San José Pequetzén växer huvudsakligen savannskog.